# 雅泽讷
雅泽讷（法語：Jazennes，法語發音：[ʒazɛn]）是法国滨海夏朗德省的一个市镇，位于该省中南部，属于桑特区。

## 地理
雅泽讷（45°34'55"N, 0°37'1"W）面积10.84 平方千米，位于法国新阿基坦大区滨海夏朗德省，该省份为法国西部滨海省份，北起旺代省，西临大西洋，南至吉倫特省，东南接多爾多涅省，东北接德塞夫勒省接壤，东临夏朗德省。
与雅泽讷接壤的市镇（或旧市镇、城区）包括：热莫扎克、马兹罗勒、蓬镇、圣莱热、唐扎克、维拉尔昂蓬。

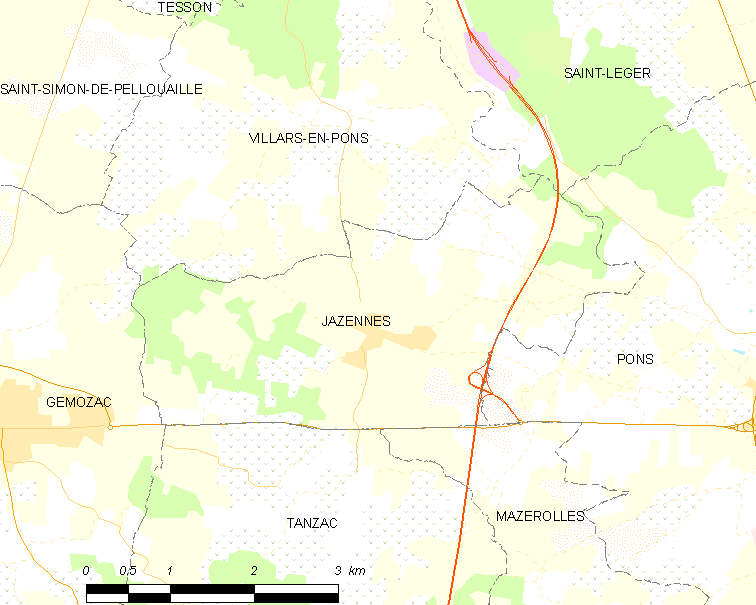
雅泽讷的OSM定位图

雅泽讷的时区为UTC+01:00、UTC+02:00（夏令时）。

## 行政
雅泽讷的邮政编码为17260，INSEE市镇编码为17196。

## 政治
雅泽讷所属的省级选区为桑通日-河口县。

## 人口

1962-2008年间雅泽讷人口变化图示

雅泽讷于2022年1月1日时的人口数量为548人。